# Zdzisław Głowacki
Zdzisław Jan Głowacki (ur. 20 lipca 1919 w Łodzi, zm. 14 marca 1987 tamże) – polski malarz oraz nauczyciel akademicki związany przede wszystkim ze sztuką socrealistyczną.

## Życiorys
Uczęszczał do Państwowego Gimnazjum im. Mikołaja Kopernika w Łodzi, gdzie malarstwa uczył go Antoni Wippel. Rozpoczął studia w 1938 w Akademii Sztuk Pięknych w Krakowie, ale przerwał je wybuch II wojny światowej. Po wojnie artysta wrócił na studia, które ukończył w 1947 w pracowni prof. Hanny Rudzkiej-Cybisowej. W 1949 rozpoczął pracę w Państwowej Wyższej Szkole Sztuk Plastycznych w Łodzi (obecnie Akademia Sztuk Pięknych im. Władysława Strzemińskiego) jako asystent Leona Ormezowskiego. Pracował na uczelni jako wykładowca, pełnił też tam funkcję prorektora i trzykrotnie rektora w latach 1963–1971. 
Był jednym z założycieli grupy artystycznej "Piąte Koło". Brał udział w wielu wystawach artystycznych, m.in.: w Festiwalach Sztuk Plastycznych w Sopocie, Ogólnopolskiej Wystawie Młodej Plastyki w Warszawie (1955), w III Wystawie Sztuki Nowoczesnej w Warszawie (1959), czy w Salonie Nowej Kultury i Galerii "Krzywe Koło" w Warszawie - gdzie wystawiał m.in. razem z Teresą Tyszkiewicz. 
Członek Kolegium Rzeczoznawców Ministerstwa Kultury i Sztuki (od 1960), członek Komisji Ochrony Dóbr Kultury i Muzeów Wojewódzkiej Rady Narodowej w Łodzi (od 1962), członek Rady Głównej Szkolnictwa Artystycznego  Ministerstwa Kultury i Sztuki (1966-1968).
Członek Związku Polskich Artystów Plastyków (członek Prezydium Zarządu Okręgu Łódzkiego 1955-1983). Od 1968 członek PZPR. Był m.in. przewodniczącym 4 zespołów problemowych Komitetu Wojewódzkiego PZPR w Łodzi, członkiem Komitetu Łódzkiego PZPR i Komitetu Dzielnicowego w Łodzi. 

## Twórczość
Głowacki był kolorystą i należał do przeciwników kierunku konstruktywistycznego, który reprezentował jeden z założycieli PWSSP w Łodzi Władysław Strzemiński. Na twórczość Głowackiego, uważanego za czołowego i ideowego socrealistę, składają się w dużej części realistycznie malowane portrety polskich oraz zagranicznych działaczy komunistycznych, m.in. takich jak Julian Marchlewski, Róża Luksemburg, Franciszek Jóźwiak czy Józef Stalin, oraz liczne, propagandowe sceny zbiorowe z Włodzimierzem Leninem czy Feliksem Dzierżyńskim. Jednak po pierwszej zagranicznej podróży jaką odbył do Włoch w drugiej połowie lat 50., zaczął odchodzić od socrealizmu, aby skupić się na koncepcji taszystowskiej. Jego malarstwo z czasem zaczęło nosić elementy fakturalne i wyraźnie zmierzało w kierunku poszukiwań strukturalnych. W 1967, razem z Tadeuszem Śliwińskim, Tadeuszem Wolańskim i Tomaszem Jaśkiewiczem, wystawił wspólną instalację na III Sympozjum "Złotego Grona" w Zielonej Górze. Została ona wówczas przyjęta z wielkim uznaniem przez środowiska nowej sztuki. Pomimo eksperymentowania z nowymi kierunkami sztuki, kontynuował malarstwo portretowe. 
Wystawy indywidualne jego prac odbywały się zarówno w kraju (1956, 1957, 1958, 1963, 1969, 1980 - w Łodzi, 1962 - w Warszawie), jak i za granicą Segedyn, Karl-Marx-Stadt). Brał udział w około 100 wystawach malarstwa w kraju i za granicą (m.in. w Berlinie, Mińsku, Kijowie, Danii, Holandii).
Jego prace znajdują się m.in. w zbiorach: Muzeum Narodowego w Warszawie, Muzeum Narodowego Szczecinie, Muzeum Sztuki w Łodzi, Muzeum Historii Miasta Łodzi oraz w zbiorach prywatnych w kraju i za granicą.

## Nagrody i odznaczenia
- Nagroda miasta Łodzi (1955)
- Międzynarodowa Nagroda Młodzieży i Studentów (1955)
- Nagroda resortowa (1968)
- Krzyż Komandorski Orderu Odrodzenia Polski
- Krzyż Oficerski Orderu Odrodzenia Polski
- Złoty Krzyż Zasługi
- Medal 10-lecia Polski Ludowej (1955)[7]
- Medal 30-lecia Polski Ludowej
- Srebrny Medal „Za zasługi dla obronności kraju”
- Brązowy Medal „Za zasługi dla obronności kraju”
- Medal Komisji Edukacji Narodowej
- Odznaka „Zasłużony Działacz Kultury”